# Rapport Grin
 (novembre 2021).
- Si vous ne connaissez pas le sujet, laissez ce bandeau (vous pouvez alors contacter les auteurs).
- Si vous supprimez le contenu mis en cause (vous pouvez préalablement contacter les auteurs),

argumentez précisément cette suppression dans la page de discussion
(un manque de référence n'est pas un argument ; une recherche réelle de référence doit avoir été effectuée, être formellement documentée).
 (novembre 2021).
Si vous disposez d'ouvrages ou d'articles de référence ou si vous connaissez des sites web de qualité traitant du thème abordé ici, merci de compléter l'article en donnant les références utiles à sa vérifiabilité et en les liant à la section « Notes et références ».
Le rapport L'enseignement des langues comme politique publique ou rapport Grin (prononcé /gʁɛ̃/, comme grain en français) est un document rédigé en 2005 par François Grin, professeur à l'université de Genève comme économiste, à la demande du Haut Conseil à l'évaluation de l'école français.
Ce document tente de répondre aux questions suivantes : « quelles langues étrangères enseigner, pour quelles raisons, et compte tenu de quel contexte ? »
Ce document traite des politiques linguistiques raisonnées du point de vue du coût économique, ainsi que des implications politiques et culturelles. Il étudie notamment trois scénarios de politique linguistique au niveau de l’Union européenne : le choix d'une seule langue naturelle, l'anglais, le choix d'un trio de langues naturelles et le choix d'une langue construite, l'espéranto.
Ce rapport a fait l'objet d'une question écrite au Parlement européen et d'une lettre ouverte aux députés Européens en 2006. Cependant, il n'a été suivi d'aucun changement en pratique dans la politique linguistique d'un État.

## Premier scénario: le tout-à-l’anglais
Le rapport analyse le choix de la langue anglaise, bien que son analyse puisse s'appliquer à n'importe quelle autre langue nationale qui serait choisie comme langue unique.
L'auteur du rapport indique que, pour le Royaume-Uni, un des États-membres où l'anglais est langue officielle, cela représente une économie de dix-sept à dix-huit milliards d'euros par année (soit 290 € par habitant ; et en somme plus que le triple du fameux Rabais britannique). Cette économie serait renforcée en cas de choix de l'anglais comme langue unique. Ce chiffre ne prend pas en compte les avantages annexes dont bénéficient les locuteurs natifs de la langue unique choisie, dans une situation de conflit ou de négociation se déroulant dans cette langue ; en outre, le rapport indique que les effets symboliques ont aussi des répercussions matérielles et financières.
Selon le rapport Grin, les cinq points donnant lieu à une redistribution inéquitable sont les suivants :
1. une position de quasi-monopole sur les marchés de la traduction et de l’interprétation vers l’anglais, de la rédaction de textes en anglais, de la production de matériel pédagogique pour l’enseignement de l’anglais et de l’enseignement de cette langue. 700 000 personnes visitent le Royaume-Uni chaque année seulement pour apprendre l’anglais, et y effectuent des dépenses pour un montant total estimé à 1 000 £ par personne ;
2. l’économie de temps et d’argent dans la communication internationale ; les locuteurs non-natifs faisant tous l’effort de s’exprimer en anglais et acceptant des messages émis dans cette langue ;
3. l’économie de temps et d’argent pour les anglophones, grâce au fait qu’ils ne font plus guère l’effort d’apprendre d’autres langues ;
4. le rendement de l’investissement, dans d’autres formes de capital humain, des ressources que les anglophones n’ont plus besoin d’investir dans l’apprentissage des langues étrangères ;
5. la position dominante des anglophones dans toute situation de négociation, de concurrence ou de conflit se déroulant en anglais.

## Deuxième scénario: le plurilinguisme
Le scénario trilingue consiste à demander que chaque citoyen européen soit plurilingue, donc connaisse deux langues parmi, par exemple, le français, l'allemand et l'anglais, en plus de sa langue maternelle. Ceci revient donc à accorder un statut privilégié à ce groupe de trois langues (troïka). Selon l'auteur du rapport, ce scénario ne change pas les coûts d'enseignement des langues.
Le plurilinguisme n’est donc pas un scénario parfaitement égalitaire. Même si l’on admet que tous les Européens apprennent deux langues étrangères, on pourra distinguer deux situations :
- pour les personnes de langue maternelle anglaise, française ou allemande, il suffit que l’une des deux langues étrangères soit tirée de ce groupe de trois langues, mais l’autre langue étrangère peut parfaitement être une langue tierce qu’il s’agisse de l’italien, du japonais ou du gallois ;
- par contre, pour un résident de langue maternelle estonienne ou portugaise, les deux langues étrangères doivent obligatoirement provenir de la troïka anglais-français-allemand. Toute autre langue (à nouveau, qu’il s’agisse de l’italien, du japonais ou du gallois) devrait nécessairement être apprise à titre de troisième langue étrangère.

Cette restriction n’assure pas l’intercompréhension (condition nécessaire pour que le plurilinguisme garantisse les mêmes bénéfices communicationnels que le « tout-à-l’anglais » ou l’espéranto). En effet, cela exige que les États membres auront mis sur pied de véritables mesures d’encouragement à l’utilisation de plusieurs langues.
Si ces mesures sont inefficaces, on retombe dans le scénario du « tout-à-l’anglais » ; mais si elles sont efficaces, les citoyens européens dont la langue maternelle n’est ni l’anglais, ni le français ni l’allemand apprennent deux de ces langues dans des proportions sensiblement égales.
Les Européens à l'exception des locuteurs natifs de l'anglais, du français ou de l'allemand se répartiront en trois grands groupes : ceux qui parlent l’anglais et le français, le français et l’allemand, ou l’anglais et l’allemand comme langues étrangères. Grin calcule l'intercompréhension en admettant que les francophones, les anglophones et les germanophones apprennent les langues des uns des autres de façon à tendre, vers la même répartition des compétences en trois tiers. La probabilité que face à un auditoire de vingt personnes, l'usage d'une des langues de la troïka exclue l'une de ces personnes est de 99,9 %, même s'il maîtrise les langues du modèle privilégié. Il est quasiment certain qu’un participant au moins ait un répertoire qui, tout en étant parfaitement conforme au modèle de la troïka privilégiée, ne comporte pas la langue choisie pour cette réunion de vingt personnes.
De plus le choix des langues pour ce modèle et leurs critères d'entrée pose des problèmes sous-jacents, comme la stabilité de la troïka. Par exemple, si la Russie ou des pays arabes rejoignent l'Union, il serait politiquement difficile de ne pas inclure leurs langues comme officielles.

## Troisième scénario: l'espéranto en complément du multilinguisme
L'auteur du rapport indique que le recours à l'espéranto comme langue véhiculaire conduirait à une économie annuelle nette de vingt-cinq milliards d’euros pour l’Union européenne (soit plus de 54 € par habitant).
On pourrait penser, à première vue, qu’il ne s’agit que de remplacer l’anglais par l’espéranto, et qu’il s’agit d’un « tout-à-l’espéranto » plutôt que d’un « tout-à l’anglais ». Malgré cette ressemblance de surface, les différences entre les deux environnements linguistiques sont de taille.
- Premièrement, l’usage de l’espéranto fait disparaître d’un seul coup tous les transferts inéquitables auxquels donne lieu le « tout-à-anglais » ; cela s’applique également à « l’effet de légitimation » ou « effet rhétorique » (effets qui ne sont pas quantifiés dans l'étude) ; l’importance symbolique de cet effet, demeure toutefois majeure.
- Deuxièmement, l’apprentissage de l’espéranto est considérablement plus rapide que celui de toute langue naturelle et, à des degrés divers, cette supériorité se manifeste indépendamment de la langue maternelle de l’apprenant. Elle est peut-être plus évidente pour les personnes qui ont pour langue maternelle une langue latine, mais elle existe aussi pour ceux dont la langue maternelle est germanique ou slave, voire non indo-européenne, malgré un vocabulaire d’origine essentiellement indo-européenne[7],[8].
- Troisièmement, comme l’espéranto n’est la langue de personne et, de ce fait, aisément langue de tout le monde[9], sa diffusion est moins menaçante pour les actuelles langues de l’Europe que ne l’est la diffusion de l’anglais.

## Comparaison entre les scénarios
La comparaison entre les différents scénarios repose sur les éléments suivants :
1. la définition d’un environnement linguistique, en référence au contexte européen ;
2. l’identification des bénéfices, notamment communicationnels, associés à chaque environnement ;
3. une définition très sommaire des axes de politique d’enseignement des langues étrangères que chaque environnement suppose ;
4. les coûts, pour le système éducatif, associés à ces politiques d’enseignement ;
5. les transferts occasionnés par chaque environnement linguistique, en distinguant, conformément à l’analyse du chapitre précédent : 
  1. les marchés privilégiés ;
  2. l’économie d’effort dans la communication ;
  3. l’économie d’effort dans l’enseignement des langues étrangères ;
  4. les rendements de l’économie réalisée sur cet enseignement.

Les scénarios 1 et 2 ont donc le même coût pour ce qui est de l'enseignement des langues étrangères, environ 8,2 millions d'euros. Le scénario 3, par contre, présente un coût moindre, puisque l’atteinte d’un certain niveau de compétence en espéranto est nettement plus rapide que pour toute autre langue : Grin admet un ratio d'un à trois, au lieu du ratio d'un à dix en faveur de l'espéranto. D’autres estimations éparses dans la littérature confirment l’atteinte plus rapide de compétences en langue-cible en espéranto que dans toutes les autres langues avec lesquelles la comparaison était faite ainsi que les avantages propédeutiques de la langue.
L'adoption de l'espéranto pourrait faire économiser plus de 5,4 milliards d'euros à la France. De plus, le choix du scénario du tout à l'anglais amènerait des transferts d'argent vers les pays anglophones, de l'ordre de 10 millions d'euros. Les montants évalués ici portent sur une année civile ; ils s’additionnent d’année en année, et renforcent une dynamique de plus en plus difficile à renverser, et dans laquelle ces montants eux-mêmes pèseront de plus en plus lourd. A l'échelle Européenne, ce pourraient être 25 milliards d'euros économisés,.
La prise en compte de l’équité dans le classement des scénarios devrait donc amener à retenir le scénario 2 ou 3. La prise en compte des valeurs non-marchandes amènerait à renforcer l’attrait du scénario 2, car celui-ci favorise la visibilité quotidienne de la diversité des langues et des cultures ; en revanche, il accuserait les défauts du scénario 1, car c’est celui qui fait courir les plus grands risques d’uniformité.
Le scénario 1 (« tout-à-l’anglais ») présente des risques sérieux d’uniformisation et ne peut empêcher la marginalisation des autres langues européennes. Le scénario 2 (« plurilinguisme ») est soutenu dans les principes généraux du discours officiel européen, bien que de manière vague. Cependant, il semble que ce discours ait peu d'impact dans la réalité. Pour que le scénario 2 soit crédible, il doit incorporer des mesures qui régulent la communication. Les mesures nécessaires peuvent être perçues comme artificielles et contraignantes.

## Conclusion du rapport
François Grin conclut que la meilleure stratégie parmi celles étudiées sur le long terme pour l’enseignement des langues comme politique publique consiste à privilégier l'espéranto (scénario 3). Il n'étudie pas d'autres possibilités de langue construite.